# Dustin O'Halloran
Dustin J. O'Halloran (8 de septiembre de 1971) es un pianista y compositor estadounidense. O'Halloran ha compuesto para cine y televisión y forma parte del proyecto A Winged Victory for the Sullen.

## Primeros años
O'Halloran nació en Phoenix, Arizona, y pasó la mayor parte de su infancia en Hawái y Los Ángeles. Estudió arte en la Santa Monica College y allí conoció a Sara Lov, con quien fundó posteriormente el grupo de indie rock Dévics en 1998. En 2001, el grupo firmó un contrato con Bella Union, y se mudó a Romaña, Italia, donde O'Halloran vivió durante siete años.

## Carrera profesional

### Trabajo en solitario
En 2004, O'Halloran publicó su primer álbum como artista en solitario, Piano Solos. Desde entonces ha lanzado cinco grabaciones más. Lumiere (2011) cuenta con colaboraciones de Peter Broderick y Adam Wiltzie y la mezcla de audio realizada por Jóhann Jóhannsson. Sundoor (2019) es una composición para la exposición «Sundor at World's End» del artista Slater Bradley creada para la Bienal de Venecia de 2017.

### A Winged Victoria for the Sullen
Con A Winged Victory for the Sullen, su colaboración con Adam Wiltzie, O'Halloran ha publicado dos álbumes, A Winged Victory for the Sullen (2011) y Atomos (2014). Este último es también la banda sonora original de la danza homónima del coreógrafo Wayne McGregor y su compañía Wayne McGregor Random Dance.
En 2015,  fueron invitados a tocar en el Royal Albert Hall de Londres durante las Proms de la BBC. En cine, el dúo compuso su primera banda sonora para la película Iris (2016) del director Jalil Lespert.

### Bandas sonoras de películas
Desde la publicación de Pianos Solos Volumes 1 y 2 en 2004 y 2006, O'Halloran ha trabajado en diversos proyectos en cine y televisión. Entre ellos se encuentra la película Marie Antoinette (2006) de Sofia Coppola y Like Crazy (2011) de Drake Doremus, ganadora del Premio del Gran Jurado en el festival de Sundance.
En 2014, O'Halloran trabajó en el drama indio Umrika, ganador del Premio de la Audiencia en Sundance, y le otorgó la primera oportunidad de componer para una orquesta de cuerda.
En el mismo año también compuso la música de Transparent, la serie de televisión creada por Jill Soloway para Amazon Studios. O'Halloran recibió el premio Primetime Emmy a la mejor música del tema principal por Transparent en 2015.
En 2016, O'Halloran colaboró con Hauschka en la banda sonora de la película nominada al Óscar Lion. La banda sonora de la película fue nominada a numerosos premios destacados, incluyendo los premios de la Academia, los Globos de Oro, los BAFTA y los Premios de la Crítica Cinematográfica.

## Discografía

### Álbumes en solitario
| Año  | Álbum                 | Discográfica    |
| ---- | --------------------- | --------------- |
| 2004 | Solos de piano        | Splinter        |
| 2006 | Solos de piano Vol. 2 | Filtro/Splinter |
| 2010 | Vorleben              | Sonic Pieces    |
| 2011 | Lumiere               | Fat Cat         |
| 2017 | 3 Movimientos (EP)    | 1631 Recordings |
| 2019 | Sundoor (EP)          | -               |

### Álbumes de bandas sonoras
- Puzzle (Sony Music, 2018)
- Save Me (Sky, 2018)
- Lion (Sony Music, 2016) (con Hauschka)[11][12]
- Iris (Erased Tapes, 2016) (como A Winged Victory For The Sullen)
- Umrika (Splinter, 2015)
- Breathe In (Milan Records, 2013)
- The Beauty Inside (Splinter, 2013)
- Like Crazy (Relativity Music, 2012)
- Now Is Good (Polydor, 2012)
- An American Affair (Splinter, 2009)

### Con Devics
- If You Forget Me (Bella Union, 1998 — compositor, productor)
- My Beautiful Sinking Ship (Bella Union, 2001 — compositor, coproductor)
- The Stars at St. Andrea (Bella Union, 2003 — compositor, productor)
- Push the Heart (Filter, 2006 — compositor, productor)

### Con A Winged Victory for the Sullen
- A Winged Victory for the Sullen (Kranky, 2011 — Arranger, Composer, Engineer, Main Personnel, Score)
- Atomos (Kranky, 2014 — Arranger, Composer, Engineer, Primary Artist, Score)
- Iris (Erased Tapes, 2016)
- The Undivided Five (Ninja Tune, 2019)

### Otras colaboraciones
- Con Katy Perry: Into Me You See de Witness.

### Filmografía
| Año       | Título                        | Director                                | Notas                   |
| --------- | ----------------------------- | --------------------------------------- | ----------------------- |
| 2019      | The art of Racing in the Rain | Simon Curtis                            | con Volker Bertelmann   |
| 2018      | The Hate U Give               | George Tillman Jr.                      |                         |
| 2018      | Puzzle                        | Marc Turtletaub                         |                         |
| 2018      | Save me                       | Nick Murphy                             | con Bryan Senti         |
| 2018      | The Current War               | Alfonso Gómez-Rejón                     | con Hauschka            |
| 2017      | Tierra de Dios                | Francis Lee                             |                         |
| 2016      | Iris                          | Jalil Lespert                           |                         |
| 2016      | Queimafobia                   | Daniel Sánchez Arévalo                  | Corto                   |
| 2016      | Lion                          | Garth Davis                             | con Volker Bertelmann   |
| 2016      | I Love Dick                   | Sarah Gubbins, Jill Soloway (creadores) | Serie de televisión     |
| 2015      | Equals                        | Drake Doremus                           |                         |
| 2015      | This Is Me                    |                                         | Miniserie               |
| 2015      | American Masters              | Susan Lacy                              | Documental              |
| 2015      | Umrika                        | Prashant Nair                           |                         |
| 2015      | Deliá                         | Thomas Scott Stanton                    | Corto                   |
| 2014–2017 | Transparent                   | Jill Soloway (creador)                  | Serie de televisión     |
| 2014      | Posthumous                    | Lulu Wang                               |                         |
| 2013      | Eclipse                       | Linda Arkelian, David Cooper            | Corto                   |
| 2013      | Breath In                     | Drake Doremus                           |                         |
| 2012      | Now Is Good                   | Ol Parker                               |                         |
| 2012      | The Beauty Inside             | Drake Doremus                           | Miniserie de televisión |
| 2012      | The Other Dream Team          | Marius Un. Markevicius                  | Documental              |
| 2011      | Like Crazy                    | Drake Doremus                           |                         |
| 2010      | Want to See Something?        | Tomas Jonsgården                        | Corto                   |
| 2008      | An American Affair            | William Olsson                          |                         |
| 2007      | Remember the Daze             | Jess Manafort                           |                         |
| 2006      | Marie Antoinette              | Sofía Coppola                           |                         |

## Premios y distinciones
Premios Óscar
| Año  | Categoría          | Película | Resultado |
| ---- | ------------------ | -------- | --------- |
| 2017 | Mejor banda sonora | Lion     | Nominado  |

| Año  | Premio                                | Nominación                                  | Película    | Resultado | Notas                 |
| ---- | ------------------------------------- | ------------------------------------------- | ----------- | --------- | --------------------- |
| 2017 | Globos de oro                         | Mejor banda sonora original                 | Lion (2016) | Nominado  | con Volker Bertelmann |
| 2017 | BAFTA                                 | Música original                             | Lion (2016) | Nominado  | con Volker Bertelmann |
| 2017 | GFCA                                  | Mejor banda sonora original                 | Lion (2016) | Nominado  | con Volker Bertelmann |
| 2016 | HMMA                                  | Mejor banda sonora original                 | Lion (2016) | Nominado  | con Volker Bertelmann |
| 2016 | PFCS                                  | Mejor banda sonora original                 | Lion (2016) | Nominado  | con Volker Bertelmann |
| 2016 | Premios de la Crítica Cinematográfica | Mejor banda sonora                          | Lion (2016) | Nominado  | con Volker Bertelmann |
| 2015 | Primetime Emmy                        | Mejor música del tema principal             | Transparent | Ganador   |                       |
| 2014 | HMMA                                  | Mejor tema principal de serie de televisión | Transparent | Nominado  |                       |

## Vida personal
Dustin O'Halloran divide su tiempo entre Berlín y Los Ángeles.